# União Portuguesa do Estado da Califórnia
A União Portuguesa do Estado da Califórnia MH IH, conhecida pelas siglas UPEC ou  U.P.E.C., é uma associação fraternal de cidadãos de ascendência portuguesa fundada a 1 de Agosto de 1880 na cidade de San Leandro, Califórnia, por um grupo de imigrantes maioritariamente de origem açoriana (todos os membros fundadores eram oriundos dos Açores, com excepção de um, que nascera em Coimbra.
Sobrevivendo às grandes mudanças sociais do último século, a UPEC soube adaptar-se, sendo hoje a mais antiga mutualidade existente na Califórnia.
A UPEC é detentora da mais completa biblioteca de livros e periódicos em língua portuguesa dos Estados Unidos da América, denominada J. A. Freitas Library. Aquela biblioteca, fundada por Carlos Almeida em 1964 e hoje financiada por um donativo permanente da Louise Freitas Estate (fundação que gere os bens deixados por aquela benemérita), tem 11 747 volumes sobre temáticas relacionadas com a cultura e a diáspora portuguesa e sobre os Açores. Inclui periódicos lusófonos publicados na Califórnia desde a década de 1880 e está alojada no UPEC Cultural Center (1120-24 E. 14th Street, San Leandro, CA, 94577), em San Leandro.
Para além das suas funções como mutualidade (associação fraternal de benefícios mútuos) no campo dos seguros pessoais e familiares, a UPEC mantém uma importante actividade cultural, que inclui a concessão de bolsas de estudo e o apoio à manutenção de cadeiras de Língua e Cultura Portuguesas na Universidade da Califórnia (Santa Barbara e Berkeley) e na San Jose State University.